# Bridget Regan
Bridget Regan (Carlsbad, Kalifornia, 1982. február 3. –) amerikai színésznő.

## Élete és pályafutása
Carlsbadban született, ír-amerikai katolikus családban. Már gyermekként szerepelt néhány színházi darabban.
Első szerepeit 2006-ban kapta a Majomszeretet, valamint az Esküdt ellenségek: Bűnös szándék című sorozatokban. A Donnelly klán című sorozatban már négy epizódban is játszott. A Szex és New York 2008-as mozifilmjében hoszteszként tűnt fel. Az ismertséget A hős legendája című kalandfilm-sorozat hozta meg számára, ahol 44 részen át alakította Kahlan Amnel inkvizítort. Craig Horner partnereként Bruce Spence és Tabrett Bethell mellett szerepelt, utóbbival azóta is barátnők.
Ezután több kisebb szerep következett, többnyire tévésorozatok egy-egy epizódjában, mint az NCIS: Los Angeles, A célszemély vagy a Kemény motorosok. 2013-ban A szépség és a szörnyeteg című sorozat négy részében szerepelt. A 2014-es John Wick-ben is feltűnt, a bárpult mögött. 2013 és 2014 között A nagy svindli című sorozat tíz epizódjában alakította Rebeccát, majd a Carter ügynök-ben ő volt Dottie Underwood.
Az utolsó remény-ben 33 rész erejéig Sasha Cooperként, a Szeplőtelen Jane című sorozatban pedig Rose-ként láthatták a nézők. 

## Filmográfia

### Film
| Év   | Magyar cím       | Eredeti cím                | Szerep          | Megjegyzések              |
| ---- | ---------------- | -------------------------- | --------------- | ------------------------- |
| 2006 |                  | Blinders (rövidfilm)       | Vivian          | rövidfilm                 |
| 2007 | Bébiszitterek    | The Babysitters            | Tina Tuchman    |                           |
| 2008 | Szex és New York | Sex and the City           | Hosztesz        |                           |
| 2010 |                  | The Best and the Brightest | Robin           |                           |
| 2014 | John Wick        | John Wick                  | Addy            | magyar hangja: Tarr Judit |
| 2017 |                  | Devil's Gate               | Maria Pritchard |                           |

### Televízió
| Év        | Magyar cím                       | Eredeti cím                  | Szerep                                   | Megjegyzések                                                      |
| --------- | -------------------------------- | ---------------------------- | ---------------------------------------- | ----------------------------------------------------------------- |
| 2006      |                                  | The Wedding Album            | Kate                                     | próbaepizód                                                       |
| 2006      | Majomszeretet                    | Love Monkey                  | nő                                       | 1 epizód                                                          |
| 2006–2007 | Esküdt ellenségek: Bűnös szándék | Law & Order: Criminal Intent | Claudia Shankly kerületi ügyészhelyettes | 2 epizód                                                          |
| 2007      | A hatodik kapocs                 | Six Degrees                  | Diana Foss                               | 1 epizód                                                          |
| 2007      |                                  | American Experience          | Angelica Shippen                         | 1 epizód                                                          |
| 2007      | A Donnelly klán                  | The Black Donnellys          | Trish Hughes                             | 4 epizód                                                          |
| 2007      |                                  | Supreme Courtships           | Holly                                    | tévéfilm                                                          |
| 2008      | New Amsterdam                    | New Amsterdam                | Daphne Tucker                            | 1 epizód                                                          |
| 2008–2010 | A hős legendája                  | Legend of the Seeker         | Kahlan Amnell                            | főszereplő (44 epizód)                                            |
| 2011      | NCIS: Los Angeles                | NCIS: Los Angeles            | Elizabeth Smith                          | 1 epizód                                                          |
| 2011      |                                  | Hide                         | Annabelle Granger                        | tévéfilm                                                          |
| 2011      | A célszemély                     | Person of Interest           | Wendy McNally                            | 1 epizód                                                          |
| 2012      |                                  | The Frontier                 | Hannah Strong                            | próbaepizód                                                       |
| 2012      | Észlelés                         | Perception                   | Victoria Ryland                          | 2 epizód                                                          |
| 2013      |                                  | Murder in Manhattan          | Lex Sutton                               | tévéfilm                                                          |
| 2013      | A szépség és a szörnyeteg        | Beauty & the Beast           | Alex Salter                              | 4 episodes                                                        |
| 2013      | Kemény motorosok                 | Sons of Anarchy              | escort                                   | 1 epizód                                                          |
| 2013–2014 | A nagy svindli                   | White Collar                 | Rebecca Lowe / Rachel Turner             | visszatérő szereplő (10 epizód)                                   |
| 2014–2019 | Szeplőtelen Jane                 | Jane the Virgin              | Rose / Sin Rostro                        | visszatérő szereplő (32 epizód)                                   |
| 2015      | A férjem védelmében              | The Good Wife                | Madeline Smulders                        | 1 epizód                                                          |
| 2015      | A felső tízezer                  | The Leisure Class            | Fiona                                    | - tévéfilm - magyar hangja: - Huszárik Kata                       |
| 2015      |                                  | Magic Stocking               | Lindsey Monroe                           | tévéfilm                                                          |
| 2015–2016 | Carter ügynök                    | Agent Carter                 | Dottie Underwood                         | - visszatérő szereplő (10 epizód) - magyar hangja: - Csondor Kata |
| 2016      | A Grace klinika                  | Grey's Anatomy               | Megan Hunt                               | 1 epizód                                                          |
| 2016–2018 | Az utolsó remény                 | The Last Ship                | Sasha Cooper                             | főszereplő (3–5. évad)                                            |
| 2017      |                                  | Christmas Getaway            | Emory Blake                              | tévéfilm                                                          |
| 2019      | MacGyver                         | MacGyver                     | Charlotte Cole                           | 1 epizód                                                          |
| 2020      |                                  | Paradise Lost                | Frances Forsythe                         | főszereplő                                                        |
| 2021–2022 | Batwoman                         | Batwoman                     | Pamela Isley / Méregcsók                 | 3 epizód                                                          |
| 2022–2023 | Winchesterék                     | The Winchesters              | Rockin' Roxy                             | 4 epizód                                                          |
| 2022–2023 | Az újonc                         | The Rookie                   | Monica Stevens                           | 1 epizód                                                          |